# Lagune Vaca Lauquen
La lagune Vaca Lauquen est un lac d'origine glaciaire, situé en Argentine, dans le département de Minas, au nord de la province de Neuquén, en Patagonie. 

## Géographie
Le lac se trouve encastré dans l'axe central de la cordillère des Andes. Il occupe le fond d'une ancienne vallée glaciaire. Il s'allonge du sud-ouest au nord-est, à 1 580 mètres d'altitude, à proximité de la frontière chilienne. Sauf du côté nord-est, il est dominé par les sommets andins qui dans la région ne dépassent pas 2 600 mètres.
Il est entouré d'une forêt claire de Nothofagacées plus abondante sur sa rive nord-ouest.
Cinq à six kilomètres au nord se trouve la lagune Epulafquen supérieure qui fait partie de la chaîne des lagunas de Epulafquen.

## Hydrologie
La lagune Vaca Lauquen a pour émissaire le río Buraleo, qui prend naissance à son extrémité nord-est. Ce dernier est un affluent en rive droite du río Nahueve, qui lui-même se jette dans le río Neuquén, un peu en aval de la ville d'Andacollo.